# Čalovec
Čalovec (in ungherese Megyercs) è un comune della Slovacchia facente parte del distretto di Komárno, nella regione di Nitra.